# Gimme Gimme (Whigfield-dal)
A Gimme Gimme című dal a dán Whigfield énekesnő Whigfield II című második stúdióalbum első kimásolt kislemeze. A dal 1996. november 4-én jelent meg, mely Ausztráliában a 14. helyen végzett, míg Spanyolországban a 4. helyig jutott. A dal az Eurochart Hot 100-as listán a 37. helyezett volt.

## Megjelenések
12"  Olaszország X-Energy Records – X - 12222
- A1	Gimme Gimme (American Mix) 5:17
- A2	Gimme Gimme (Extended Vox) 6:16
- B1	Gimme Gimme (MBRG Extended Mix) 5:35
- B2	Gimme Gimme (MBRG Edited) 3:24

## Slágerlista
| Slágerlista (1996/1997)       | Legjobb helyezések |
| ----------------------------- | ------------------ |
| Ausztrália (ARIA)             | 14                 |
| Belgium (VRT Top 30 Ultratop) | 7                  |
| Dánia (IFPI)                  | 12                 |
| Európa (Eurochart Hot 100)    | 37                 |
| Hollandia (Tipparade)         | 15                 |
| Hollandia (Single Top 100)    | 84                 |
| Spanyolország (AFYVE)         | 4                  |

## Minősítések
| Ország     | Minősítés | Eladások |
| ---------- | --------- | -------- |
| Ausztrália | arany     | 35.000   |